# Haitianische Revolution

Auguste Raffet: Kampf um die Crête-à-Pierrot (4.–24. März 1802)

Als Haitianische Revolution werden der Sklavenaufstand in der französischen Kolonie Saint-Domingue von 1791 und die nachfolgenden Ereignisse bezeichnet. Sie führte am 1. Januar 1804 zur Umwandlung der Kolonie in den Staat Haiti – den ersten unabhängigen Staat in Lateinamerika und den ersten, der durch ehemalige Sklaven geformt wurde.

## Saint Domingue: Die Situation vor 1790

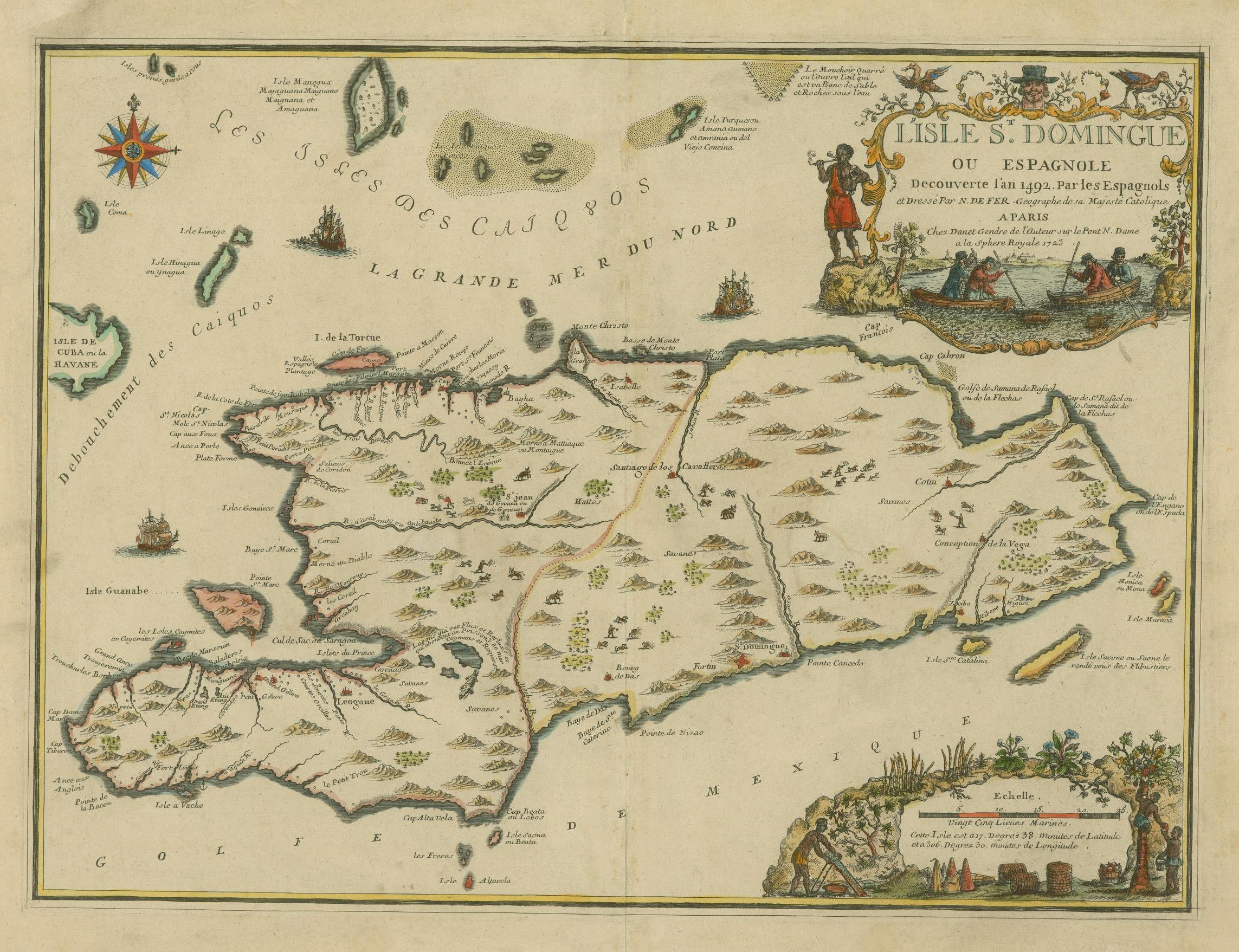
Hispaniola um 1723

Das heutige Haiti war bis Ende 1803 die französische Kolonie Saint-Domingue. Sie wurde im frühen 17. Jahrhundert zunächst von Freibeutern besiedelt. Ab 1670 begann der Anbau von Tabak, später von Indigo, Kaffee, Kakao und Baumwolle.
Um 1700 begann der Anbau von Zuckerrohr. 1704 gab es bereits über 100 Plantagen, 1791 waren es etwa 1.000. Dieser Anstieg verlangte nach immer mehr Arbeitskräften. Bis 1776 wurden insgesamt 800.000 Sklaven in Afrika gefangen und in die Region deportiert. Viele starben schon beim Transport über den Atlantik oder begingen Suizid. Andere starben an Überarbeitung, Unterernährung, an Krankheiten oder durch Bestrafung der Plantagenbesitzer. Auf Saint Domingue starb in den ersten drei bis acht Jahren die Hälfte der Sklaven, weshalb immer wieder neue Sklaven nach Saint Domingue verschleppt werden mussten. Es waren jeweils etwa zwei Drittel der Sklaven in Afrika geboren, die anderen auf Saint Domingue.
1789 lebten etwa 600.000 Menschen auf Saint Domingue. Die schwarzen Sklaven machten 90 Prozent dieser Bevölkerung aus. Dazu kamen etwa 40.000 Weiße. Diese spalteten sich in zwei Gruppen, die „grands blancs“ und die „petits blancs“. Erstere bildeten die Oberschicht. Sie waren die Plantagenbesitzer, Großexporteure und besetzten die führenden Ämter der Kolonialbürokratie. An der Spitze der Verwaltung stand der Gouverneur als Repräsentant des französischen Königs. Die „petits blancs“ arbeiteten als Plantagenverwalter und -aufseher, als Ladenbesitzer, Händler und Handwerker in den Städten.
Eine wirtschaftlich produktive, politisch aber entrechtete Schicht freier Bürger in der kolonialen Gesellschaft bildeten die ca. 30.000 „Mulatten“ oder gens de couleur libres gemischter französisch-afrokaribischer Abstammung, in der Regel Kinder von Franzosen und schwarzen Sklavinnen, die in der Rassenhierarchie zwischen den weißen Franzosen und den schwarzen Sklaven standen. Aufgrund der Verwandtschaft mit französischen Plantagenbesitzern und den damit verbundenen Privilegien erhielten viele von ihnen eine gute Bildung und gelangten zu Reichtum, zogen aber gerade deswegen den Neid und den Hass der „petits blancs“ auf sich. Ausdruck dieser Abneigung waren soziale Restriktionen gegen die freien gens de couleur und ihr völliger Ausschluss vom politischen Leben der Kolonie.
Die Benachteiligung des überwiegenden Teils der Bevölkerung führte zu Spannungen zwischen den sozialen Schichten. So kam es schon vor 1790 häufig zu Sklavenrevolten, die aber immer niedergeschlagen wurden.
Die Spannungen erreichten eine neue Dimension im Zuge der Französischen Revolution. Die Erklärung der Menschen- und Bürgerrechte von 1789 wurde auch in den fernen Kolonien Frankreichs bekannt und war mit der Benachteiligung einzelner Gesellschaftsschichten und dem System der Sklaverei auf Saint Domingue unvereinbar. Vor allem die freien gens de couleur sahen hier ihre Chance auf politische Beteiligung.
Die Französische Revolution stellte die Pflanzer in Saint-Domingue vor die Frage, ob sie in den Generalständen repräsentiert werden sollten. Im Juni 1789 trafen Vertreter der Pflanzer in Frankreich ein. Damals konnten sie die folgende Entwicklung noch nicht abschätzen. Anfänglich war unklar, zu welchem der drei Stände sie gehören würden, sie fanden sich dann aber im dritten Stand ein und nahmen auch am Ballhausschwur teil. Die Frage der Repräsentation Saint-Domingues war damit nicht gelöst. Ein Streitpunkt war die Frage, wie viele Delegierte Saint-Domingue entsenden durfte. Die Pflanzer argumentierten, dass Saint-Domingue sehr reich war und außerdem bevölkerungsreich. Dem wurde entgegengehalten, dass der Großteil der Bevölkerung aus Sklaven bestand. Auch befanden sich in den Generalständen Gegner der Sklaverei. Saint-Domingue wurden am Ende dieses Prozesses sechs Delegierte zugestanden. Hiergegen wandte sich eine Gruppe Pflanzer im Club Massiac und forderte die Autonomie der Kolonie. Im Gefolge der Erklärung der Menschen- und Bürgerrechte veröffentlichte die Société des Amis des Noirs Pamphlete, in denen zur Befreiung der Sklaven aufgerufen wurde.
Die aus dem dritten Stand hervorgegangene Nationalversammlung entschied, in den Kolonien eine lokale Versammlung der Bürger abzuhalten, ließ allerdings offen, ob freigelassene Sklaven und freie gens de couleur Bürger waren. Die Niederschlagung des im Anschluss hieran erfolgten Aufstandes unter Führung des Kaufmanns und „Quarterons“ Vincent Ogé führte in Frankreich zu einer gegen die Kolonisten gerichteten Stimmung. Die Nationalversammlung entschied daraufhin im Mai 1791, allen freigelassenen Sklaven und freien gens de couleur das Bürgerrecht zu gewähren. Daraufhin verließen die Delegierten der Kolonisten Frankreich unter Protest.

## Verlauf der Revolution

### Beginn der Revolution

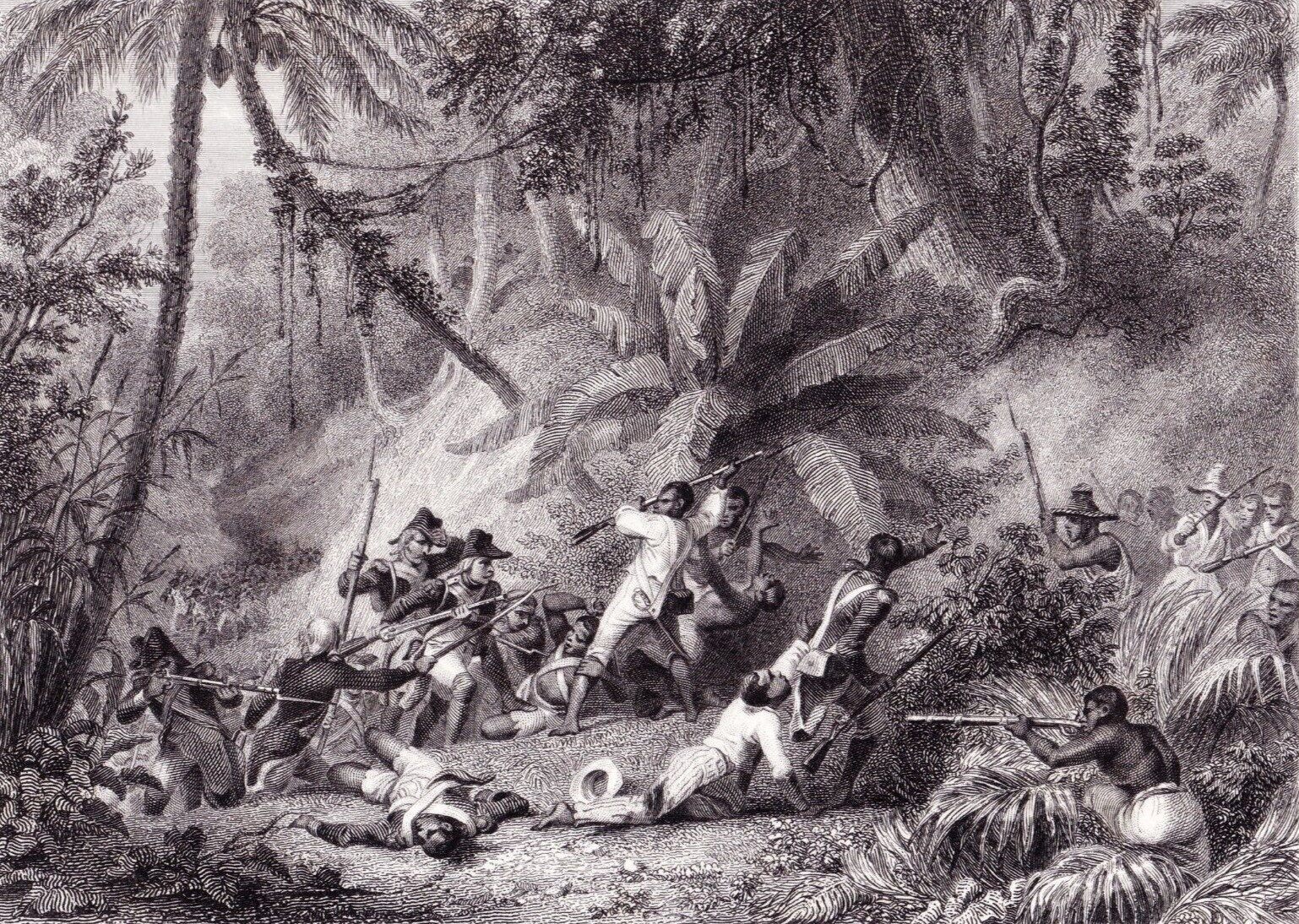
Kampfgeschehen um 1802

Die Revolution begann damit, dass die besitzenden gens de couleur libres nach politischer Gleichberechtigung verlangten. Einige schlossen sich der 1788 in Frankreich gegründeten Société des Amis des Noirs an und begannen, politisch aktiv zu werden, um ihren Forderungen Nachdruck zu verleihen. Ein im März 1790 erlassener Beschluss der Nationalversammlung, der die politischen Beteiligungsrechte allein am Vorhandensein von Eigentum unabhängig von Herkunft und Hautfarbe festzumachen schien, sollte zur Verbesserung ihrer Position beitragen, wurde aber von den weißen Kolonisten bekämpft und von der Kolonialverwaltung nicht umgesetzt.
Vincent Ogé, der die Rechte der freien gens de couleur in Paris vertrat, kehrte im Oktober 1790 nach St. Domingue zurück und plante gemeinsam mit Jean Baptiste Chavannes, Waffengewalt gegen die Plantagenbesitzer anzuwenden. Ogé lehnte aber die Hilfe der Sklaven aus den Plantagen explizit ab, da freie gens de couleur vielfach selbst Sklaven besaßen und großteils nicht an einer Abschaffung der Sklaverei interessiert waren. Allerdings gab es unter den Oppositionellen auch ausgesprochene Abolitionisten wie Jean-Baptiste Chavannes, die den Kampf um politische Beteiligung der gens de couleur libres mit dem Kampf gegen die Sklaverei verbinden wollten. Es gelang Ogé und Chavannes, eine Truppe von 300 Mann aus freigelassenen Sklaven und freien Afrokariben aufzustellen, aber ihr Aufstand wurde schnell niedergeschlagen und die Anführer wurden zum Tode verurteilt und grausam hingerichtet.
Mit einem Aufstand der Sklaven in der nördlichen Region von Saint-Domingue, Plaine-du-Nord, nahm die Revolution ihren Anfang. Ausgehend von einer Plantage in Acul begannen in der Nacht vom 22. zum 23. August 1791 die Sklaven der Kolonie zu revoltieren. Innerhalb weniger Tage eroberten sie weite Teile der Nordebene und befreiten sich selbst.
Am 4. April 1792 erließ die Gesetzgebende Nationalversammlung ein Gesetz, das allen Bewohnern der französischen Kolonien die gleichen Rechte zubilligte, unabhängig von ihrer Hautfarbe. Léger-Félicité Sonthonax, Regierungskommissar der Ersten Französischen Republik, traf im September mit 6.000 Soldaten auf der Insel ein, um das Gesetz gegen die weißen Royalisten durchzusetzen, die sich weiterhin weigerten, die alten Verhältnisse aufzugeben.

### Toussaint Louverture

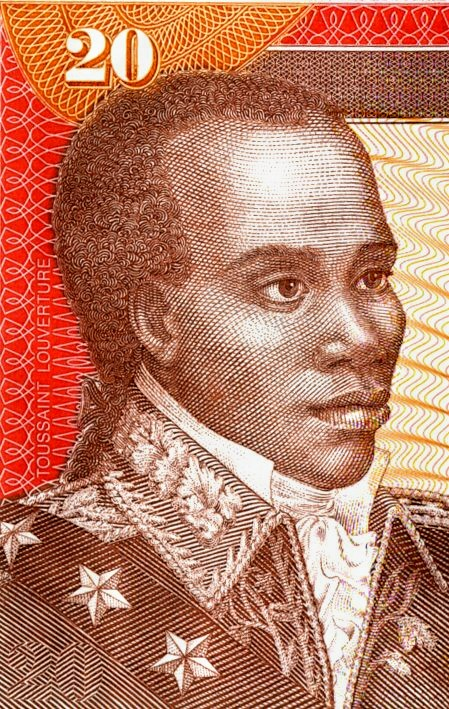
Toussaint Louverture auf einem Geldschein abgebildet

François-Dominique Toussaint Louverture war der Sohn eines aus dem heutigen Benin verschleppten Afrikaners. Er genoss im Vergleich zu anderen Sklaven eine bessere Stellung als Haussklave. 1776 wurde er freigelassen.
Toussaint trat 1793 an der Seite Spaniens in den Krieg ein. Nach der Abschaffung der Sklaverei wechselte er 1794 mit 4000 Soldaten auf die französische Seite und erhielt den Rang eines Général de brigade. 1799 schlug Toussaint in einem schweren Bürgerkrieg auch die Armee von André Rigaud und war somit unbestrittener Herrscher der Kolonie. Den Gouverneur Étienne Maynaud de Bizefranc de Laveaux schickte Toussaint als Gesandten nach Paris, den Regierungskommissar Sonthonax ließ er 1797 aus dem Land deportieren, und Philippe-Rose Roume de Saint-Laurent, Vertreter des Direktoriums seit 1796, wurde 1800 verhaftet.
Sonthonax hielt am 4. Februar 1798 im Rat der Fünfhundert eine Rede, in der er das Verhalten Toussaints ihm gegenüber darstellte. Ab dem Moment zeigte sich Frankreich Toussaint Louverture gegenüber misstrauisch. Gabriel de Hédouville sollte ihn bremsen. Großbritannien entsandte wiederholt Truppen nach Saint-Domingue und besetzte den Westen und die Südspitze der Insel. Toussaint Louverture gelang es aber 1798, die Briten endgültig von der Insel zu vertreiben.

### Napoleon Bonaparte
Unter der Herrschaft Napoleons kam es zum endgültigen Bruch zwischen der französischen Kolonialmacht und der Kolonie St. Domingue. Toussaint Louverture hatte 1801 in St. Domingue eine Verfassung erlassen und sich persönlich zum Gouverneur auf Lebenszeit ausgerufen. Der Verfassungstext war mit der französischen Kolonialmacht nicht abgesprochen, auch wenn er deren Anspruch nicht ausdrücklich in Frage stellte.
Napoleon nutzte den mittlerweile mit Spanien und Großbritannien geschlossenen Frieden und entsandte eine 6.000 Mann starke Streitmacht nach St. Domingue, um dort wieder französisches Recht zu installieren. Angeführt wurde die Streitmacht von seinem Schwager Charles Victoire Emmanuel Leclerc.
Nach drei Monaten wurden die Kämpfe beendet und im Mai 1802 ergaben sich die Truppen Toussaints. Das französische Recht wurde wieder durchgesetzt. Toussaint Louverture selbst wurde verhaftet und nach Frankreich verschifft, wo er später im Gefängnis starb.
Napoleons Schwager verstarb im November 1802 an Gelbfieber. Es war ihm nicht gelungen, die Insel völlig zu befrieden. Dies stellte sich nach Bekanntwerden der Pläne Napoleons, die Sklaverei in allen französischen Kolonien wieder einzuführen, als unmöglich heraus. Viele französische Unterstützer wechselten die Seiten und halfen den Aufständischen, gegen die französischen Truppen zu kämpfen, die durch das Gelbfieber zudem stark geschwächt waren. Angeforderte Unterstützung vom französischen Mutterland blieb aus, da sich Frankreich durch den neuausgebrochenen Krieg mit Großbritannien einer Seeblockade durch die britische Marine ausgesetzt sah und Napoleon daher seine Pläne für die überseeischen Kolonien aufgeben musste. Bereits im April 1803 hatte er die Kolonie Louisiana an die USA verkauft. Am 18. November 1803 kam es zu einer letzten großen Schlacht, der Schlacht von Vertières im Norden der Insel, in der die Franzosen geschlagen wurden und sich zunächst in den Ostteil der Insel zurückzogen.
Diese Niederlage führte zur Unabhängigkeit St. Domingues, die am 1. Januar 1804 verkündet wurde. Gleichzeitig wurde das Land von St. Domingue in Haiti umbenannt. Der Bürgerkrieg zur Unabhängigkeit Haitis kostete schätzungsweise eine halbe Million Menschen das Leben.

## Ergebnisse und Folgen der Revolution

### Dessalines an der Spitze Haitis 1804–1806
Die Haitianische Revolution zerstörte den Hauptsklavenmarkt Amerikas und befreite nahezu eine halbe Million Menschen aus der Sklaverei. Der Erfolg der schwarzen Bevölkerung in Haiti wurde in ganz Amerika bekannt und ermutigte die Sklaven zu Komplotten, Revolten und zur Geltendmachung der Rechte Schwarzer von Brasilien bis in die USA. 1807 schafften auch britische Gesetzgeber den Sklavenhandel ab, was teilweise auf die Entwicklungen in Haiti zurückgeführt werden kann.
Mit der Verkündung der Unabhängigkeit Saint Domingues am ersten Januar 1804 endete die Revolution in der Gründung des ersten freien lateinamerikanischen Staates. Dies stellte die Regierung von Jean-Jacques Dessalines aber auch vor schwierige Aufgaben, sowohl auf diplomatischer Ebene als auch im Bereich der Handelsbeziehungen.

### Außenpolitik
Dessalines verfolgte besonders in Bezug auf die benachbarten Sklavenhaltergesellschaften eine zurückhaltende Politik, um einer drohenden Invasion der Kolonialmächte Frankreich, England und Spanien entgegenzuwirken. Trotz erheblicher Bedenken der europäischen Kolonialmächte und der USA entwickelten sich schon sehr früh neue Handelsbeziehungen und diplomatische Kontakte. Die USA wurden zum wichtigsten Handelspartner Haitis.

### Wirtschaft
Dessalines versuchte durch die Einführung einer generellen Importsteuer von 10 Prozent und der Erhebung von Abgaben auf Exporte bestimmter Produkte, die Wirtschaft zu stärken. Auch sollte der Einfluss des Staates im Bereich der Wirtschaft verstärkt werden. So wurden alle vor 1803 getätigten Landverkäufe und -transaktionen für ungültig erklärt.

### Innenpolitik
Die Folgen des Unabhängigkeitskrieges wurden auch auf sozialer Ebene deutlich. Viele der weißen Europäer, die in der Kolonialgesellschaft die Elite bildeten, wie auch große Teile der schwarzen Bevölkerung waren in den Kampfhandlungen umgekommen oder geflohen. So kam es in der Zeit des Unabhängigkeitskrieges zu einem starken Schrumpfen der Gesamtbevölkerung. Es bildete sich eine dünne weiße Schicht (anciens libres), aber die breite Masse bestand aus den Ex-Sklaven (nouveaux libres), die die Revolution zum großen Teil getragen hatten.
Dessalines, der sich 1804 zum Kaiser ernannte, wurde 1806 von einigen Offizieren des Militärs ermordet. Sein Nachfolger wurde Henri Christophe.

### Monographien
- Walther L. Bernecker: Kleine Geschichte Haitis (= Edition Suhrkamp; NF 994). Suhrkamp, Frankfurt, 1996, ISBN 3-518-11994-X.
- Marlene L. Daut: Awakening the ashes. An intellectual history of the Haitian Revolution. The University of North Carolina Press, Chapel Hill 2023, ISBN 978-1-4696-7684-5.
- Flavio Eichmann: Krieg und Revolution in der Karibik: Die Kleinen Antillen, 1789–1815 (= Pariser Historische Studien, 112). De Gruyter Oldenbourg, Berlin, 2019, ISBN 3-11-060585-6.
- Philippe Girard: Toussaint Louverture. A Revolutionary Life. Basic Books, New York 2016, ISBN 978-0-465-09413-4.
- Oliver Gliech: Saint-Domingue und die französische Revolution. Das Ende der weißen Herrschaft in einer karibischen Plantagenwirtschaft, Böhlau Verlag, Köln/Weimar/Wien, 2011, ISBN 978-3-412-20679-6.
- Philipp Hanke: Revolution in Haiti: Vom Sklavenaufstand zur Unabhängigkeit (= Neue Kleine Bibliothek, 245). PapyRossa, Köln, 2017, ISBN 978-3-89438-637-5.
- Frank Jacob: 1791: Eine Sklavenrevolution? Büchner, Marburg 2023, ISBN 978-3-96317-286-1.
- C. L. R. James: Die schwarzen Jakobiner. Toussaint Louverture und die Unabhängigkeitsrevolution in Haiti (= Kleine Bibliothek; 341). Pahl-Rugenstein, Köln 1984, ISBN 3-7609-0911-6, Neuausgabe als Die schwarzen Jakobiner. Toussaint Louverture und die Haitianische Revolution, b_books und Karl Dietz Verlag, Berlin 2021, ISBN 978-3-320-02386-7.
- Isabell Lammel: Der Toussaint-Louverture-Mythos: Transformationen in der französischen Literatur, 1791–2012. transcript Verlag, Bielefeld 2015, ISBN 978-3-8376-3170-8.
- Emil Maurer: Haiti: Schwarze Perle der Natur: Die Wurzeln. Universitas Verlag, Wien 2010, ISBN 978-3-8004-1494-9.
- Erwin Rüsch: Die Revolution von Saint Domingue (= Übersee-Geschichte; 5). Friederichsen, de Gruyter, Hamburg 1930.

### Wissenschaftliche Artikel
- François Blancpain: Les abolitions de l’esclavage dans les colonies françaises (1793–1794 et 1848). In: Léon-François Hoffmann, Frauke Gewecke, Ulrich Fleischmann (Hrsg.): Haïti 2004 – Lumières et ténèbres. Vervuert, Frankfurt am Main 2008, ISBN 978-84-8489-371-4, S. 63–83.
- Marc Buggeln: Die Haitianische Revolution in der französischen Erinnerungspolitik und in postkolonialen Debatten. In: WerkstattGeschichte, Heft 87, 2023, S. 103–116 (pdf).
- Marc Buggeln: Der welthistorische Ort der Haitianischen Revolution (1791–1804). In: Zeitschrift für Geschichtswissenschaft. Bd. 71 (2023), Heft 2, S. 105–128.
- George Ciccariello-Maher: ‘So Much the Worse for the Whites’: Dialectics of the Haitian Revolution. In: Journal of French and Francophone Philosophy, Bd. 22, Nr. 1, Pittsburg 2014, S. 19–39.
- Jeannette Ehrmann: Politiken der Übersetzung: Die Haitianische Revolution als Paradigma einer Dekolonisierung des Politischen. In: Holger Zapf (Hrsg.): Nichtwestliches politisches Denken. Zwischen kultureller Differenz und Hybridisierung. Springer VS, Wiesbaden 2012, ISBN 978-3-658-00554-2, S. 109–125.
- Sibylle Fischer: Haitianische Revolution. In: Historisch-kritisches Wörterbuch des Marxismus. Band 5. Argument-Verlag, Hamburg 2001, Sp. 1121–1130 (inkrit.de PDF; 128 kB).
- Oliver Gliech: Die Sklavenrevolution von Saint-Domingue/Haiti und ihre internationalen Auswirkungen (1789/91–1804/25). In: Bernd Hausberger, Gerhard Pfeisinger (Hrsg.): Die Karibik: Geschichte und Gesellschaft 1492–2000 (= Edition Weltregionen; 11). Promedia, Wien, 2005, ISBN 3-85371-236-3, S. 85–100.
- Karin Schüller: Sklavenaufstand, Revolution, Unabhängigkeit: Haiti, der erste unabhängige Staat Lateinamerikas. In: Rüdiger Zoller (Hrsg.): Amerikaner wider Willen: Beiträge zur Sklaverei in Lateinamerika und ihre Folgen (= Lateinamerika-Studien; 32). Vervuert, Frankfurt, 1994, ISBN 3-89354-732-0, S. 125–143.